# Geschiedenis van de Verenigde Staten (1988-heden)
Na het uiteenvallen van de Sovjet-Unie waren de Verenigde Staten hun grootste tegenstander kwijt. De nieuwe periode die aanbrak, kan als een nieuw hoogtepunt van de Pax Americana beschouwd worden. Ronald Reagans opvolger, George H. W. Bush zag zich geconfronteerd met de inval in Koeweit van Saddam Hoesseins Irak. In 1991 vond dan de korte, door Amerika geleide Golfoorlog plaats die Irak uit Koeweit verdreef.

## Clinton

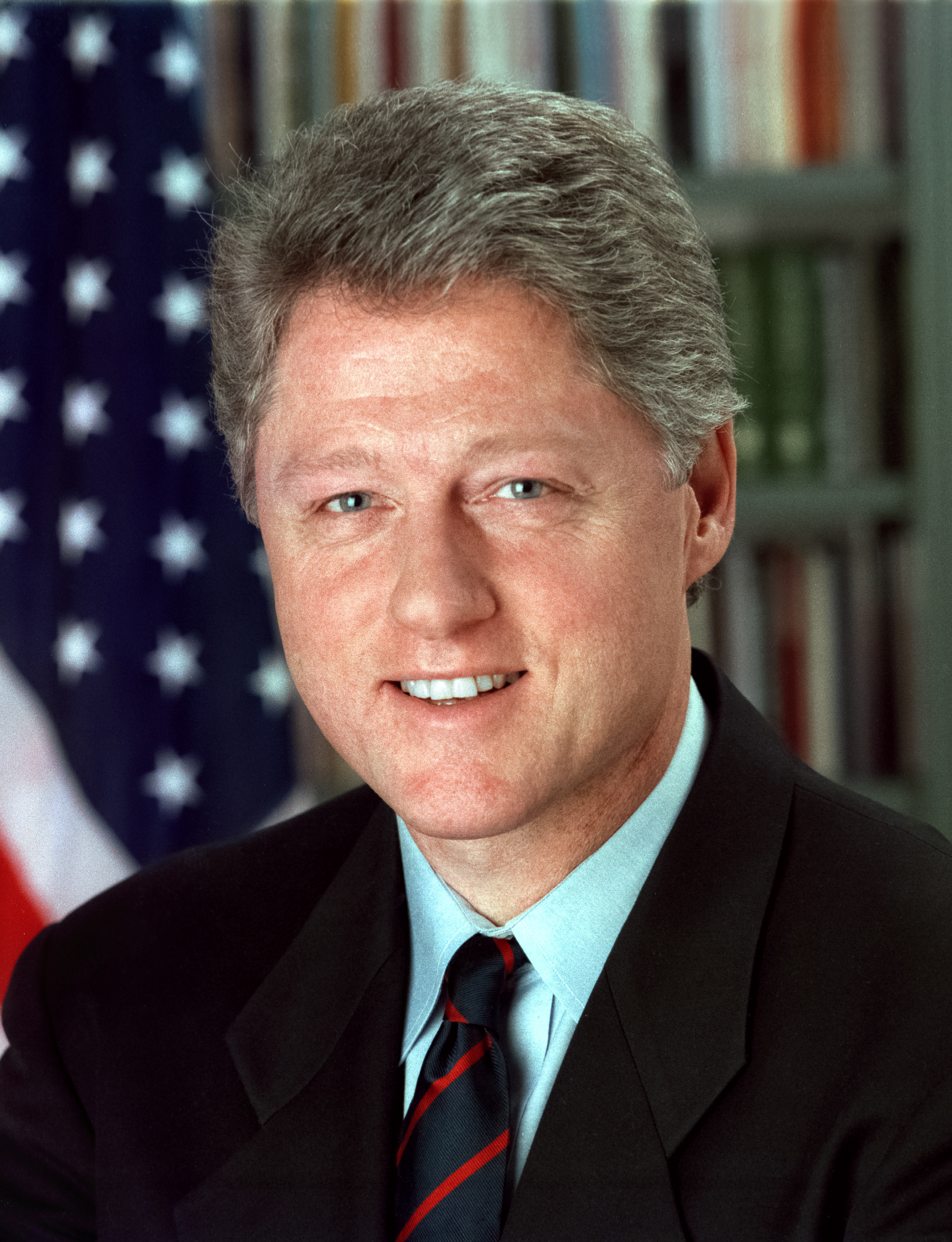
Bill Clinton

In 1992 wist de Democratische presidentskandidaat Bill Clinton de verkiezingen te winnen. Onder het motto It's the economy, stupid slaagde hij erin om met een historisch dieptepunt aan stemmenpercentage van een presidentskandidaat, namelijk 43%, president van de Verenigde Staten te worden. Onder zijn bewind maakte de economie van de VS een sterke groei mee. De Europese economie wist mee te profiteren. Ook verhoogde Clinton de belastingen waardoor hij de verzorgingsstaat kon uitbreiden.
Irak hield Clinton vaak bezig en de conflicten in de Balkan en Somalië vereisten de inzet van Amerikaanse troepen. De inzet in de Balkan werd vooral buiten de Verenigde Naties om geregeld, met name door de NAVO. De Vredesakkoorden van Dayton maakten een einde aan het conflict in Bosnië en Herzegovina maar al gauw waren de VS en de NAVO verwikkeld in een conflict tegen Servië om Kosovo.
In 1996 won Clinton wederom de verkiezingen. Zijn leiderspositie kreeg moreel een tegenslag te verwerken door diverse schandalen die zijn regeerperiode teisterden. In 1999 werd Clinton de tweede president ooit die met een afzettingsprocedure (impeachment) te maken kreeg, nadat hij meineed zou hebben gepleegd in een zaak betreffende seksuele contacten met Monica Lewinsky, een stagiaire op het Witte Huis. Clinton ontkwam echter aan een veroordeling in de Senaat.

## George W. Bush

### 11 september 2001

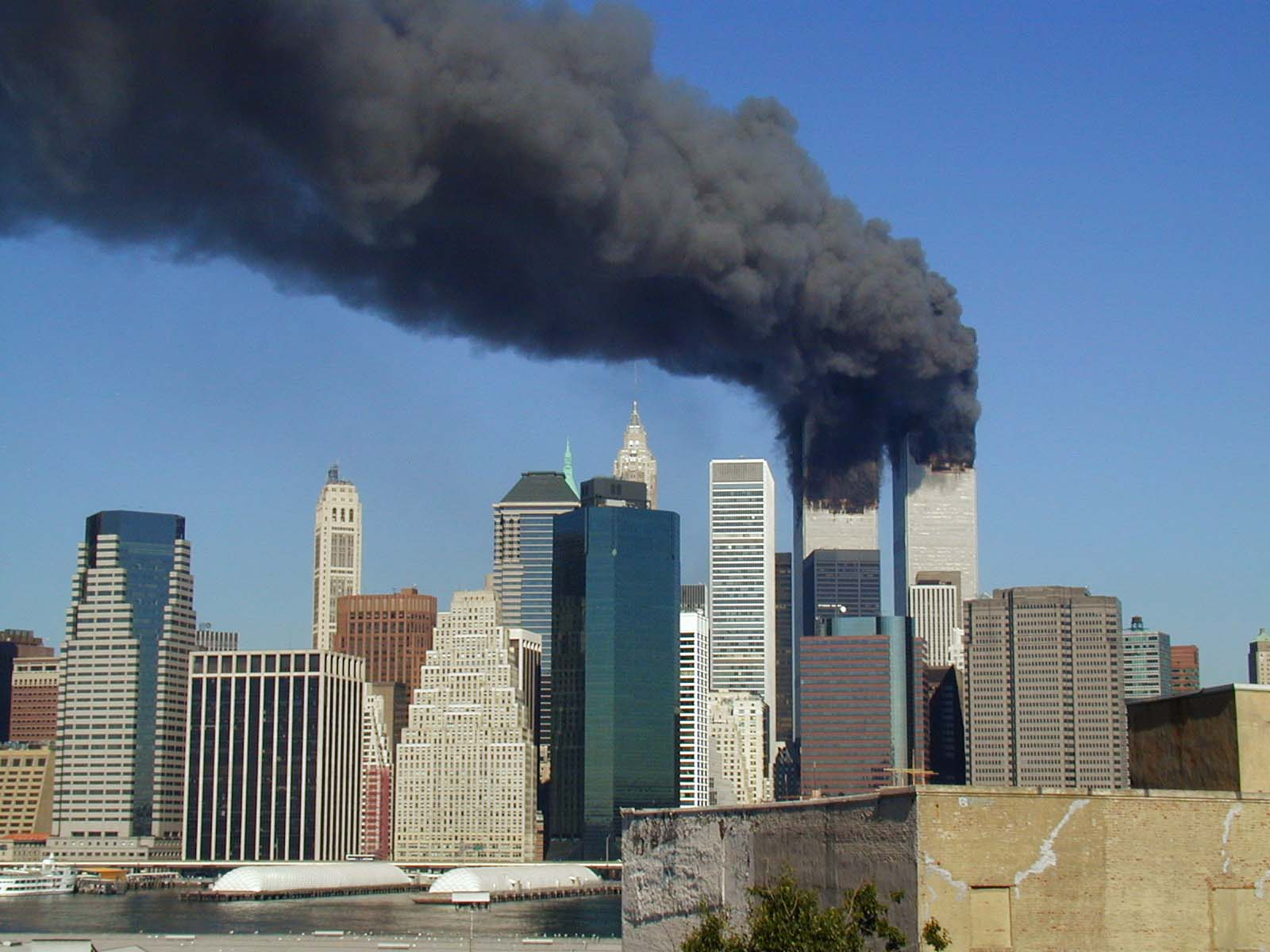
Twin Towers in brand na de aanslag

In 2000 wist George W. Bush met een kleine meerderheid van de kiesmannen het presidentschap te winnen. In het begin van zijn eerste termijn werden de Verenigde Staten opgeschrikt door de eerste aanval op eigen grondgebied sinds de aanval op Pearl Harbor in 1941. De twee torens van het World Trade Center in New York werden verwoest met door islamitische terroristen bestuurde lijnvliegtuigen, evenals een deel van het Pentagon nabij Washington. Een vierde lijnvliegtuig verongelukte in Pennsylvania nadat passagiers de kapers hadden weten te overmeesteren. Bush beantwoordde deze aanval met wat hij noemde de "strijd tegen terrorisme". Eind 2001 wierp het Amerikaanse leger met brede internationale steun de Talibanregering in Afghanistan omver.
In 2003 viel de VS Irak tijdens de Irakoorlog binnen. Hierbij werd het land door meer dan 30 andere landen gesteund. Reden voor deze kleinere steun was mede het feit dat de Verenigde Naties het niet eens konden worden over de inval in Irak en veel landen het dan ook niet konden steunen. Na een snelle overwinning van de Amerikaanse troepen, werd Bagdad door de Amerikanen bezet. In december 2003 wisten de Amerikaanse troepen ook Saddam Hoessein op te pakken. Er brak in Irak vervolgens een groeiende tegenstand uit die vele levens kostte. Intussen was er internationaal kritiek op het Amerikaanse optreden ontstaan.
Nadat in 2005 Irak formeel weer werd overgedragen aan de Irakezen leek de rust aanvankelijk weer enigszins terug te keren. Beloofd werd dat de Amerikaanse troepen in 2006 zouden beginnen met een algehele terugtrekking. Dit werd later weer uitgesteld, met name met het oog op het blijvende sektarisch geweld in Irak. In 2007 gooide president Bush het roer in Irak radicaal om met de zogenaamde surge. Het aantal Amerikaanse troepen in Irak werd flink uitgebreid om zodoende het land meer stabiliteit te bezorgen hetgeen ook goeddeels lukte.
Ondertussen had Amerika Afghanistan verwaarloosd en waren de Taliban daar de strijd aan het winnen. Hierdoor moesten de vrijgekomen troepen in Irak grotendeels verplaatst worden naar Afghanistan. Ook daar hopen de Amerikanen met tijdelijke surge de situatie te beheersen en Afghanistan de tijd te geven om hun eigen strijdkrachten en politiemacht op te bouwen zodat de buitenlandse troepen teruggetrokken kunnen worden. De hoop op een duidelijke militaire overwinning is opgeheven.

### Economie
Tijdens de Bush jaren werden belangrijke belastingverlagingen ingevoerd, met het idee dat door het stimuleren van de economie het geld later terug verdiend zou worden met hogere belastinginkomsten (deficit spending). Het oplopen van de schulden werd onbelangrijk gevonden en omdat de dollar een wereldmunt is kan Amerika zonder gevolgen (devaluatie, inflatie) geld bijdrukken. Het extra geld werd echter grotendeels aan ingevoerde goederen, van vooral van China, uitgegeven. China en andere landen hebben hierdoor een enorm handelsoverschot met Amerika. Met de overtollige dollars kopen de Chinezen Amerikaanse staatsobligaties en andere activa op. De Verenigde Staten is hierdoor een schuldenland geworden. Een totale omslag ten opzichte van vroeger, zoals vlak na de Tweede Wereldoorlog, wanneer Amerika veel geld leende aan Europa met het Marshallplan.
Aan het einde van het Bush-tijdperk stortte de wereldeconomie in en was een diepe recessie een feit. De huizenmarkten storten in waardoor veel huiseigenaren onbetaalbare hypotheekschulden kregen en hun huis moesten opgeven. In de Verenigde Staten werden recordhoeveelheden geld gespendeerd om de economie te stimuleren. In de Amerikaanse politiek is de polarisatie tussen republikeinen en democraten gegroeid en zijn partijen niet meer bereid tot compromissen. De republikeinen eisen een reductie van de schulden, maar zonder enige vorm van belastingverhoging of aantasting van verworven rechten. Het federale staatsbudget bestaat uit het overgrote deel uit gemandateerde uitgaven, die niet aangepast kunnen worden zonder omvangrijke en pijnlijke wetswijzigingen. Het getouwtrek over het verhogen van de federale schuldlimiet en het dreigen met een technisch faillissement was zo ernstig dat de kredietbeoordelaar Moody's een kredietverlaging heeft gegeven voor de Amerikaanse staatsschuld. Terwijl de federale overheid en de centrale bank met veel geld de economie aan het stimuleren waren, waren de bedrijven en huiseigenaars hun schulden aan het afbouwen. Bovendien zijn de staten en lokale overheden ook aan het bezuinigen om geen tekorten te hebben. (Veel van deze overheden mogen volgens de wet geen tekorten hebben) Het stimuleren had hierdoor totaal geen effect en de centrale bank kon de rentetarieven niet meer verlagen, daar deze al op nul waren. Noodgedwongen moest de centrale bank geld bijdrukken om toch nog de economie te kunnen stimuleren.

## Obama

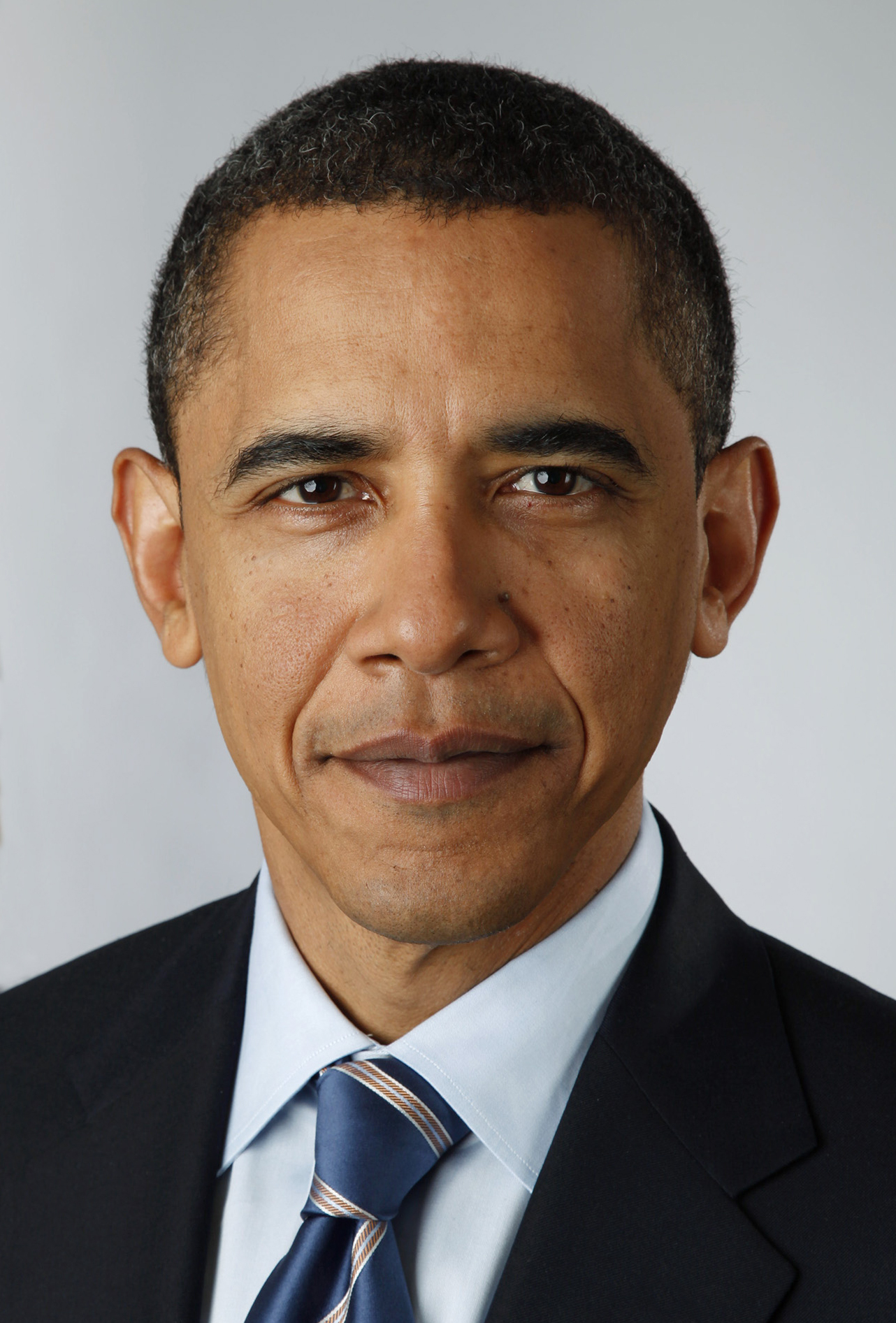
Barack Obama

In 2008, tijdens deze economisch tumultueuze tijd, werd bij de presidentsverkiezingen voor het eerste maal een zwarte Amerikaan als president verkozen, senator Barack Obama. Ook andere kandidaten van de Democratische Partij behaalden overwinningen voor het Congres en bij lokale verkiezingen. Aanvankelijk had Obama brede steun in zowel binnen- als buitenland. Gaandeweg nam zijn populariteit in 2009 echter af, mede na het aannemen van een wet in het Congress die het Amerikaanse zorgstelsel hervormde alsmede de steeds verder oplopende recorduitgaven en nationale schuldenlast. De tanende populariteit van de president werd onderstreept door enkele verkiezingesnederlagen van de Democraten in districten waar zij normaliter een grote meerderheid behalen. Er ontstond een conservatieve proteststroming die als de Tea Party-beweging bekend werd. Ook onder onafhankelijke kiezers nam zijn populariteit af.
Internationaal stond Obama's presidentschap in het teken van een meer tegemoetkomend beleid jegens traditioneel niet als bevriend bekendstaande landen als Rusland en Iran alsmede een toenadering tot islamitische landen en groeperingen terwijl er juist een hardere lijn wordt gevoerd tegen bondgenoten. Hoewel hij verkozen was op beloften om Amerikaanse troepen te trekken, heeft die beloften maar gedeeltelijk ingelost. In Afghanistan is het aantal troepen opgestuurd om net als in Irak met "surge" de Taliban voldoende terug te dringen, zodat Afghanistan voldoende tijd heeft een eigen doeltreffend leger en politie op te bouwen. Zijn beloften om de Guantánamo Bay gevangenis te sluiten zijn maar gedeeltelijk uitgevoerd. De strijd tegen het terrorisme ging onverminderd voort en op zijn bevel werden veel aanvallen uitgevoerd op Al Qaida leiders met onbemande vliegtuigen. Een succes was de uitschakeling van Osama bin Laden met een commando actie in Pakistan op 2 mei 2011.

## Trump

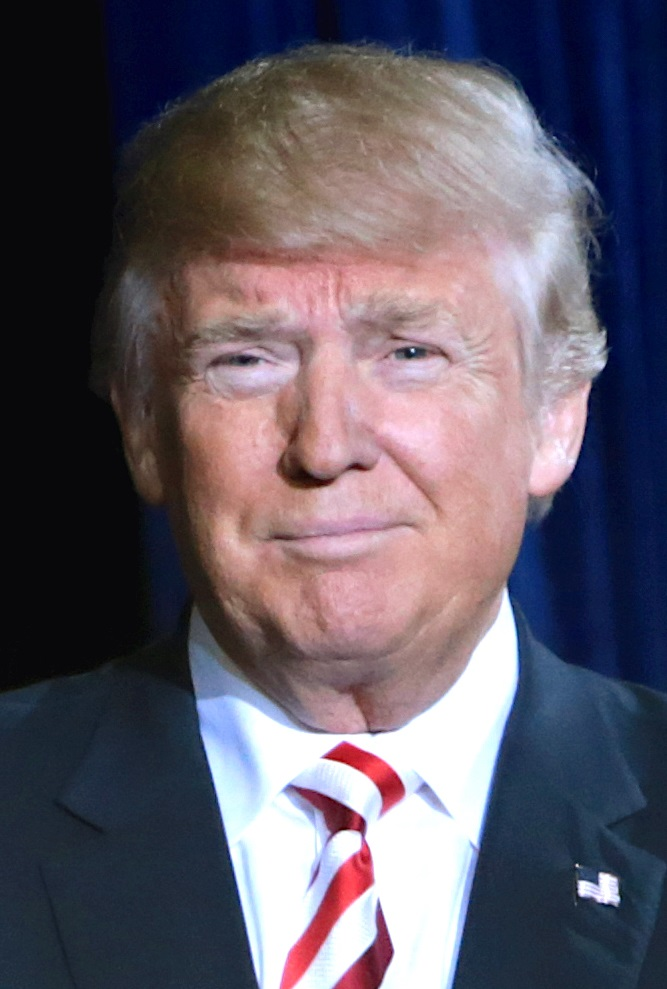
Donald Trump

Op 8 november 2016 won Donald Trump van Hillary Clinton bij de presidentsverkiezingen. Hij werd de 45ste president van de Verenigde Staten met Mike Pence als vicepresident. Hoewel Trump de meerderheid in het kiescollege haalde, slaagde hij er niet in de zogenaamde popular vote te winnen. Ook in het Amerikaans Congres behaalden de Republikeinen een meerderheid, zowel in de Senaat als in het Huis van Afgevaardigden. Hij is controversieel en onconventioneel. Hij heeft hiervoor geen enkele politieke functie uitgeoefend.

## Joe Biden

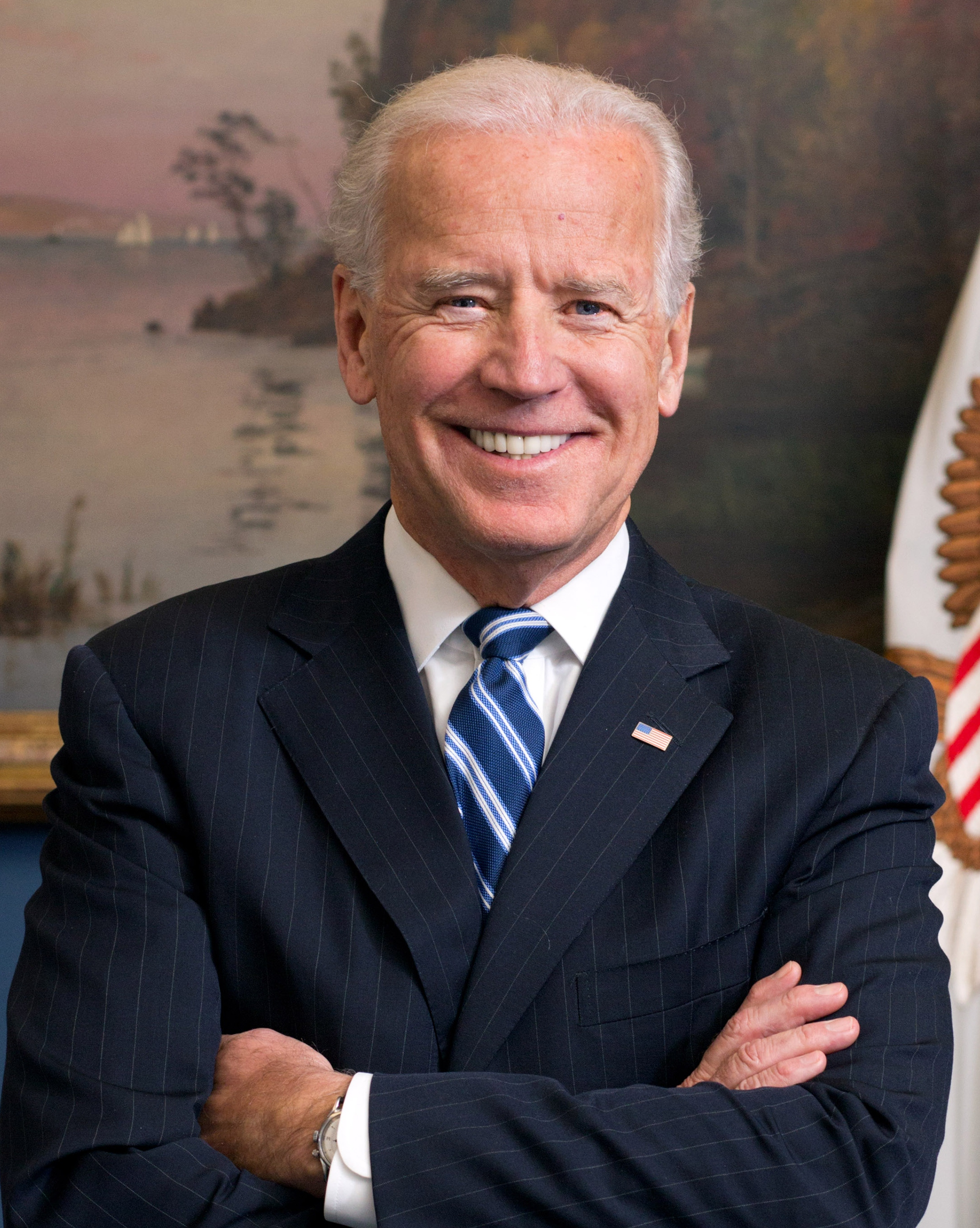
Joe Biden

Tijdens de Amerikaanse presidentsverkiezingen 2020 hadden beide kandidaten een monsterscore. Donald Trump weigerde zich bij de overwinning van de 78-jarige democraat Joe Biden neer te leggen. Bij de ultieme telling bezetten aanhangers van Trump het Capitool.
Geschiedenis van: Antigua en Barbuda · Bahama's · Barbados · Belize · Canada · Costa Rica · Cuba · Dominica · Dominicaanse Republiek · El Salvador · Grenada · Groenland · Guatemala · Haïti · Honduras · Jamaica · Mexico · Nicaragua · Puerto Rico · Saint Kitts en Nevis · Saint Lucia · Saint Vincent en de Grenadines · Trinidad en Tobago · Verenigde Staten